# NGC 2319
NGC 2319 је група звезда у сазвежђу Једнорог која се налази на NGC листи објеката дубоког неба.
Деклинација објекта је + 3° 2' 34" а ректасцензија 7h 0m 32,2s. Привидна величина (магнитуда) објекта NGC 2319 износи 13,6.